# توکای شکم‌نخودی
توکای شکم‌نخودی یا توکای شکم‌کِرِمی (نام علمی: Turdus amaurochalinus) گونه‌ای از پرندگان خانواده توکایان است. در گستردهٔ وسیعی از زیستگاه‌های جنگلی در بخش بزرگی از مرکز و شرق آمریکای جنوبی دیده می‌شود. به‌طور کلی حتی در زیستگاه‌های جایگرین‌شده انسانی مانند باغ‌ها و پارک‌ها رایج است. در حالی که پرها از سراسر خاکستری‌فام تا قهوه‌ای و نوک آن از تیره تا زرد متغیر است، توکای سینه‌کرمی بالغ همیشه رنگ‌های سیاه متمایزی دارند. این پرها آنها را از دیگر توکاهای مشابه (مانند توکای سینه‌کم‌رنگ) که در گسترهٔ آن یافت می‌شود، جدا می‌سازد.